# Brea de Aragón
Brea de Aragón és un municipi d'Aragó a la província de Saragossa i enquadrat a la comarca d'Aranda. Hi té la seu l'equip de futbol Club Deportivo Brea.